# Sevillas flagga
Sevillas flagga, även NO8DO, är en spansk kommunflagga för Sevilla, som stadfästes 1995.
Flaggan har kommunens logotyp, en symbol med orden NO och DO som är separerade med en stående garndocka, i gult på en karmosinröd botten.
Garndocka heter madeja på spanska och stående ser den ut som en åtta, vilket gett flaggan och logotypen dess namn, NO8DO. Utläst blir det no-madeja-do vilket kan utläsas "no me ha dejado", vilket ungefär betyder "har inte övergivit mig".
Symbolen har länge funnits på eller i anslutning till stadens heraldiska vapen och sammankopplas normalt med stadens trohet mot monarken Alfons X av Kastilien när han avsattes av sonen Sancho IV, men det finns även andra tolkningar.
Symbolen används på kommunala byggnader, samlingsplatser och kollektivtrafiken.

## Historik
Tidigare använde Sevilla en flagga med Ferdinand III av Kastilien, som erövrade området från muslimskt herravälde, sittande i en tron och med en ring av slott och lejon runt sig. Den användes sällan, och på 1980-talet började kommunen fundera på en ny flagga som bland annat skulle vara enklare att reproducera. Man menade att det var en av anledningarna till att den inte användes på hela 1800-talet.
Den nya flaggan godkändes 18 mars 1995, skulle vara rektangulär i proportionen 2:3, karmosinröd och med det gula NO8DO-emblemet i centrerat. Juan Carlos I gav sitt godkännande och gjorde en symbolisk leverans av flaggan i samband med att han besökte Elena av Spaniens bröllop i katedralen i Sevilla.

## Symbolens ursprung
Bokstäverna NO DO finns i flera medeltida symboler och är då normalt en förkortning av Nomen Domini, "i Guds namn". I latinsk text används ibland en punkt eller figur mellan ord som särskiljning och som till exempel kan se ut som en knut. Möjligen har garndockan egentligen varit en sådan symbol.
Enligt den vanligast förekommande traditionen så etablerades symbolen av Alfons X. Hans son Sancho IV manövrerade bort honom från tronen, och Alfons X tog sin tillflykt till Sevilla. Sonen undvek strider med fadern och lät honom därför fungera som kung i Sevilla. Strax innan Alfons X dog 1284 ska han av tacksamhet till staden förärat den symbolen.
Enligt en annan tradition var det Ferdinand III som yttrade orden när han erövrade staden från muslimskt styre under Reconquista. Orden riktade sig då till jungfru Maria som ett tack för att han lyckades inta staden.
Knuten i symbolen har också kopplats till Herkules, som enligt legenden grundade Sevilla. Den kopplingen ger ingen ytterligare förklaring till bokstäverna NO DO.